# Liberalizm gospodarczy
Liberalizm gospodarczy (liberalizm ekonomiczny) – doktryna ekonomiczna opierająca się na wolności działalności gospodarczej w granicach prawa, wywodząca się z leseferyzmu. Wychodzi z założenia, że każdy człowiek kieruje się zasadą korzyści materialnej.
Doktryna liberalizmu gospodarczego ukształtowała się w Wielkiej Brytanii w XVII i XVIII w., a także w XVIII-wiecznych Francji i Niemczech. Pierwszymi jej teoretykami byli m.in.: Dudley North, David Hume, Adam Smith, David Ricardo i Pierre Boisguillebert. Z bardziej znanych liberałów ekonomicznych wyróżnia się m.in.: J.S. Milla, Alfreda Marshalla, Ludwiga von Misesa, Friedricha von Hayeka, twórcę ordoliberalizmu Waltera Euckena oraz twórcę monetaryzmu Miltona Friedmana. Współcześnie idee liberalizmu gospodarczego są również rozwijane przez przedstawicieli m.in.: szkół austriackiej, chicagowskiej, ekonomii podaży i nowej klasycznej makroekonomii. Na ideach tych jest oparta także niemiecka koncepcja społecznej gospodarki rynkowej. Stanowiła element składowy fizjokratyzmu, poglądów klasycznej szkoły angielskiej i kierunku subiektywistycznego. Była realizowana w praktyce do końca lat 20. XX w.
Niemal od początku swego istnienia miała również przeciwników, zwłaszcza wśród ideologów drobnomieszczańskich i klasy robotniczej (socjalizm utopijny, marksizm). Jej popularność została znacznie ograniczona zwłaszcza po kryzysie gospodarczym w latach 1929–1933 i pojawieniu się poglądów głoszących konieczność interwencjonizmu państwowego.
Początki nowego liberalizmu gospodarczego sięgają czasów powstania XVIII-wiecznych monarchii oświeconych, a ich współczesnym odbiciem są różne odmiany myśli socjaldemokratycznej, w tym także nurty keynesowskie. Niemiecką odmianą współczesnego liberalizmu gospodarczego jest ordoliberalizm, zainspirowany intelektualnie przez tzw. szkołę fryburską w latach 30. XX w. jako reakcja na negatywne doświadczenia interwencjonizmu państwowego w okresie nazizmu. Klasyczni liberałowie oraz neoliberałowie odrzucają możliwość ingerencji państwa w sprawy gospodarki, uważając, że w samej naturze życia gospodarczego tkwią mechanizmy samoregulujące. Przedstawiciele tych dwóch idei głoszą konieczność istnienia pełnej swobody działalności podmiotów gospodarczych, która w warunkach wolnej konkurencji i zapewnienia przez państwo nienaruszalności własności prywatnej zapewni szybki rozwój gospodarki.